# Rastede
Rastede (udtale: [raˈsteːdə]?, også [ʁaˈʃteːdə]?) er en kommune i Landkreis Ammerland i den nordvestlige del af den tyske delstat Niedersachsen. Den har 22.666 indbyggere (2018-12-31) og ligger 12 kilometer nord for Oldenburg og cirka 25 kilometer fra kysten til  Nordsøen. Rastede ligger i Region Weser-Ems. 

## Geografi
Rastede ligger ved den østlige ende af  Oldenburger Gest, hvor den går over i Wesermarsken.

### Inddeling
I kommunen ligger følgende 26 bydele:
| Byer og bydele: | Byer og bydele: | Byer og bydele: | Byer og bydele: |
| --------------- | --------------- | --------------- | --------------- |
| Rastede I       | Rastede II      | Leuchtenburg    | Hostemost       |
| Südende I       | Südende II      | Kleibrok        | Delfshausen     |
| Kleinenfelde    | Neusüdende I    | Neusüdende II   | Hankhausen I    |
| Hankhausen II   | Loy             | Lehmdermoor     | Barghorn        |
| Wahnbek         | Ipwege          | Ipwegermoor     | Hahn-Lehmden    |
| Nethen          | Bekhausen       | Wapeldorf       | Heubült         |
| Rastederberg    | Liethe          |                 |                 |

### Nabokommuner
Nabokommuner er mod vest, Wiefelstede (Landkreis Ammerland), mod nord, Varel (Landkreis Friesland), mod nordøst: Jade (Landkreis Wesermarsch), lidt østligere Ovelgönne (Landkreis Wesermarsch);  mod sydøst ligger  Elsfleth (Landkreis Wesermarsch) og mod syd den kreisfri by Oldenburg.

### Trafik

#### Jernbaner
Banegården i Rastede ligger på Jernbanen Wilhelmshaven–Oldenburg.  Banen går fra  Wilhelmshaven over Sande (Friesland), Rastede, Oldenburg og Cloppenburg til Osnabrück. Strækningen bliver kørt af  NordWestBahn.

#### Vejforbindelser
Bundesautobahn A 29 går nord-syd gennem kommunen. Rastede og landsbyerne Hahn-Lehmden og Wapeldorf mod nord har tilkørsel. Via en tilkørsel ved Autobahnkreuz Oldenburg-Nord har landsbyerne Loy og Wahnbek også forbindelse til autobahnnettet. 
Bundesstraße B 211 går gennem kommunen.

## Literatur
- Marit Strobel, Margarethe Pauly, Manfred Migge: Rastede. Eine Sommerresidenz. Isensee, Oldenburg 2000, ISBN 3-89598-259-8.
- Hans Wichmann: 900 Jahre Rastede. Gemeinde Rastede, Rastede 1959.
- Hermann Lübbing: Die Rasteder Chronik. 1059–1477. Holzberg, Oldenburg 1976, ISBN 3-87358-087-X.
- Ortsbürgerverein: Geschichte & Geschichten des Rasteder Nordens. 1999.
- Gerold Meiners: Die Chronik von Gut Hahn, ein Streifzug durch die oldenburgische Geschichte. 1996.
- Günter Tabken: Rasteder Fotoimpressionen. Isensee, Oldenburg 2008, ISBN 978-3-89995-571-2.
- Günter Tabken: Rasteder Fotoimpressionen Band 2. Isensee, Oldenburg 2009, ISBN 978-3-89995-668-9.

## Eksterne kilder og henvisninger
1. ↑  NDR 2-Radiobericht über die korrekte Aussprache von Rastede in NDR2-Morgen vom 23. März 2011

- Wikimedia Commons har flere filer relateret til Rastede
- Rastede på Curlie (som bygger videre på Open Directory Project)
- Offizielle Website